# Indian Harbour Beach
Indian Harbour Beach és una població dels Estats Units a l'estat de Florida. Segons el cens del 2000 tenia 8.152 habitants.

## Demografia
Segons el cens del 2000, Indian Harbour Beach tenia 8.152 habitants, 3.762 habitatges, i 2.381 famílies. La densitat de població era de 1.470,8 habitants/km².
Dels 3.762 habitatges en un 21,9% hi vivien nens de menys de 18 anys, en un 50,8% hi vivien parelles casades, en un 9,5% dones solteres, i en un 36,7% no eren unitats familiars. En el 30,6% dels habitatges hi vivien persones soles el 15% de les quals corresponia a persones de 65 anys o més que vivien soles. El nombre mitjà de persones vivint en cada habitatge era de 2,17 i el nombre mitjà de persones que vivien en cada família era de 2,69.
Per edats la població es repartia de la següent manera: un 18,5% tenia menys de 18 anys, un 5,4% entre 18 i 24, un 23,6% entre 25 i 44, un 27,5% de 45 a 60 i un 24,9% 65 anys o més.
L'edat mediana era de 46 anys. Per cada 100 dones de 18 o més anys hi havia 87 homes.
La renda mediana per habitatge era de 42.889 $ i la renda mediana per família de 56.803 $. Els homes tenien una renda mediana de 50.045 $ mentre que les dones 29.697 $. La renda per capita de la població era de 29.986 $. Entorn del 2,3% de les famílies i el 5,5% de la població estaven per davall del llindar de pobresa.

## Poblacions més properes
El següent diagrama mostra les poblacions més properes.